# Tim Berresheim
Tim Berresheim (* 26. Februar 1975 in Heinsberg) ist ein deutscher zeitgenössischer Künstler, der sich in seinen Werken mit der bildenden, computerunterstützten Kunst befasst, zu deren Pionieren er seit 2002 gehört.

## Leben
Er lebt und arbeitet heute als Künstler und Musiker in Aachen. In seinem Schaffen verknüpft er kunsthistorische Referenzen mit den neuesten Methoden der digitalen und analogen Erstellung von Kunstwerken. Als roter Faden ziehen sich immer wieder Fragmente aus dem unmittelbaren Umfeld und seiner Heimat durch seine Arbeit und bilden so eine Brücke zur Lebenswelt der Betrachtenden. Ein zentrales Moment seiner Bildwelten bleibt die Auseinandersetzung mit dem digital Machbaren. Berresheim betrachtet seine Arbeit als Form einer künstlerischen Gegenwartsarchäologie. So bezeichnet er seine Arbeit im digitalen Raum oft als digitale Höhlenmalerei und -erforschung: als eine Art frühzeitlicher Steinzeitmensch (Aurignacien) arbeitet er mit den ersten groben Werkzeugen in seiner digitalen Höhle: Der Computer als Faustkeil. Denn auch wenn man gemeinhin vom digitalen Zeitalter spricht, stehen wir laut Tim Berresheim doch erst am Anfang und hinterlassen hier erste rudimentäre Zeichen und Spuren. So ist sein Arbeiten in diesem Bereich seit 2002 vor allem vom Jagen und Sammeln geprägt – vor die Höhle zu gehen, die Welt zu entdecken und Fundstücke zu sammeln, ist seit jeher ein wichtiger Aspekt seiner Werke.

## Kindheit und Jugend
In Heinsberg geboren, geht er im nahegelegenen Wassenberg in die Kath. Grundschule St. Georg und von dort auf das KreisGymnasium Heinsberg. Nach der 10. Klasse wechselt er an das Gymnasium Haus Overbach im Jülicher Stadtteil Barmen. Es ist die Pionierzeit der Heimcomputer, Mitte der 80er Jahre, und Tim Berresheims Interesse an Mathematik und dem computerbasierten Arbeiten ist geweckt. Er verlässt das Gymnasium in der 13. Klasse ohne Abschluss. Um trotzdem seine Fachhochschulreife und damit den Zugang zu einem Studium, zu erlangen, absolviert er 1993 ein Jahr lang ein Praktikum bei der Bauunternehmung Florack in Heinsberg. Nach seiner Ausmusterung zieht er nach Köln, während er im nahegelegenen Gummersbach, in einer ausgelagerten Abteilung der Universität zu Köln, ein Studium der Informatik beginnt und wieder abbricht.
Es folgen zwei Jahre Drehbuchassistenz für Burkhard Driest in Gemmenich (Belgien). Der Schauspieler, Regisseur, Drehbuch- und Romanautor, Maler und Produzent nimmt den jungen Tim Berresheim unter seine Fittiche, bringt ihm Kenntnisse zur Dramentheorie näher und schreibt mit ihm gemeinsam Drehbücher. Es entsteht ein freundschaftliches Verhältnis zwischen den beiden Männern. Tim Berresheim beendet die Zusammenarbeit, als er beschließt, in Braunschweig Film zu studieren.

## Werk
Sein künstlerisches Schaffen umfasst Malerei, computerbasierte Kunst, 3D-Renderings, 2D- und 3D-Scans, Fotografie, Kleinskulpturen, Wandarbeiten, Tafelbilder, Fotoabzüge und Augmented Reality. Kunst am Bau, im öffentlichen Raum, hoch oben in der Luft: Es ist insbesondere die Verbindung von analoger Kunst wie Malerei und CGI, die ihn immer wieder fasziniert. Dabei schafft er fließende Übergänge zwischen der analogen und der digitalen Welt und arbeitet dabei mit Künstlern und Materialgebern, wie Thomas Arnolds, Jonathan Meese aber später auch in seiner Reihe „Aus alter Wurzel neue Kraft“ mit den Schülerinnen und Schülern seiner alten Schulen.

## Akademischer Werdegang
1999 schreibt er sich zunächst ein an der Hochschule für Bildende Künste Braunschweig ein. Hier ist es jedoch üblich, vor dem eigentlichen Studium mit einer einjährigen Orientierungsphase in einer Grundklasse zu starten, in der sein Professor Hartmut Neumann auf Berresheim aufmerksam wird. Das Werk des Professors umfasst die Malerei, Grafik und Fotografie. Diese Begegnung sollte entscheidend sein für Berresheims weiteren Werdegang: So landet er in der Klasse von Johannes Brus und entscheidet sich für die bildende Kunst. Er beginnt mit der klassischen Malerei, doch schon nach einem halben Jahr tauscht er den Pinsel gegen den Computer und beginnt so, Bilder zu kreieren. Da es jedoch an der Hochschule zu dieser Zeit kaum Angebote dazu gibt, wie man computerunterstützte Kunst herstellt, verlässt Berresheim sie ebenfalls ohne Abschluss, um sich dieser Kunst weiterhin autodidaktisch zu nähern.
Als Hartmut Neumann 2022 in den Ruhestand geht, widmet man eine Ausstellung im Museum für Photographie Braunschweig seinem Werk und dem einiger Nachwuchskünstler, die er im Laufe seines Lebens begleitet hatte. Darunter Tim Berresheim, dessen Arbeiten ebenfalls dort ausgestellt werden.
Er wechselt an die Kunstakademie Düsseldorf zu Albert Oehlen, dem deutschen Maler, Objekt- und Installationskünstler, der zu der Zeit bereits sowohl analog als auch digital malte. Dem Wunsch folgend, seine eigenen Methoden und Prozesse weiterzuentwickeln, verlässt er die Kunstakademie schon nach kurzer Zeit wieder. In dieser Zeit zieht er von seinen Interimswohnort Erkelenz nach Aachen.

## Erste Ausstellungen
Im Kölnischen Kunstverein hat Tim Berresheim 2002 zum ersten Mal die Möglichkeit, seine Arbeiten im Rahmen einer Gruppenausstellung einer größeren Öffentlichkeit zugänglich zu machen. Bei der Ausstellung „Offene Haare, Offene Pferde. Amerikanische Kunst 1933-45“ wird die Galerie (Hammelehle & Ahrens) auf ihn aufmerksam und bietet ihm eine Projektraumausstellung in ihren Räumlichkeiten an.
Gleichzeitig eröffnet er 2002 gemeinsam mit seinem Jugendfreund Michael Bauer, seinen eigenen Ausstellungsraum: „Brotherslasher“ in Köln. Mit dem Künstler verbinden Berresheim einige Parallelen, auch er besuchte die Braunschweiger Hochschule für Bildende Künste und stammt gebürtig aus dem Raum Heinsberg.
Tim Berresheims zweiten Ausstellungsraum in Köln „FYW“ betreibt er mit Thomas Arnolds und Christian Collmer. Da sich fortan Vieles in Köln abspielt, zieht Tim Berresheim kurzerhand wieder hierher.
Neben Ausstellungen in Deutschland, folgen nun auch die ersten Shows in den Vereinigten Staaten, wie zum Beispiel in Los Angeles und New York.

## Musikalisches Arbeiten
Tim Berresheim spielt Gitarre seit er 12 Jahre alt ist. Er spielt auch zu Schulzeiten schon in verschiedenen Punkbands, tritt aber selten auf. Später verbindet er die Musik eng mit seiner künstlerischen Tätigkeit. Auch hier arbeitet er mit dem Computer, erstellt Tonkollagen. Zum Beispiel gemeinsam mit seinem Professor von der Kunstakademie, Albert Oehlen, in dem Projekt Wendy Gondeln. Er lernt Jonathan Meese kennen, mit dem in verschiedenen Konstellationen in drei Jahren über 10 LPs entstehen. Neben seinen Soloprojekten und Kollaborationen entstanden seine Musikprojekte Die Wait Watchers, Judenbruch 7175, The Retweeters oder La Velo.
Er gründet 2002 sein eigenes Musiklabel unter dem Namen „New Amerika Tapes & Vinyl“, unter dem er CD-Rs mit Linolschnitten, Vinylplatten, Kassetten und Buchpublikationen herausbringt. Bei der Namensgebung spielt für ihn die Entdeckung unbekannten Terrains eine zentrale Rolle. So sieht er sich selbst in seinem künstlerischen Schaffen immer auf dem Weg zu neuen Ufern.
Aus dem Label New Amerika Tapes & Vinyl werden die Studios New Amerika, die neben Tonträgern auch andere Publikationen wie Kataloge und Kunstbücher veröffentlichen. Die Soundtracks, die Berresheim zu vielen seiner Ausstellungen produziert, werden hier ebenfalls veröffentlicht.
2018 wird die SNA – Studios New Amerika GmbH gegründet. Mit eigener Studiostruktur, Werkstatt und dem Verlag mit festen und freien Mitarbeiterinnen und Mitarbeitern.

## Covergestaltung
Für Markus Schmickler („Palace Of Marvels (queered pitch)“) und Dan Melchior („Melpomene“) kreierte Tim Berresheim eigene Plattencover.

## Ausstellungen (Auswahl)

### Einzelausstellungen
- 2024: Neue alte Welt, NRW-Forum Düsseldorf
- 2023: Der Cicerone und der Phönix[23], Galerie Elisabeth und Reinhard Hauff, Stuttgart
- 2022: La Grotta della Fenice – Lo Spaventapasseri,[24] JUBG, Köln
- 2022: La Grotta della Fenice – Una Passione Inconfessabile[25], Galerie Falko Alexander, Köln
- 2020: Aus Alter Wurzel Neue Kraft Teil 3[26],  Mehrere Ausstellungsorte, Heinsberger Land
- 2020: Störgrösse (AAWNK)[27], Galerie Falko Alexander, Köln
- 2020: Das Auge im Neuen einüben (AAWNK)[28], Galerie Reinhard Hauff, Stuttgart
- 2019: Sleep Walk[29], Ruttkowski;68, Paris
- 2018: Suspension of Disbelief[30], Neuer Aachener Kunstverein, Aachen
- 2018: Smashin' Time II[31], Kunst Raum Riehen, Riehen
- 2018: Harry Rag[32], Gallery Belmacz, London
- 2017: Auf der Pirsch[33], Galerie Reinhard Hauff, Stuttgart
- 2016: Next Step: Cro Magnon 4.0 Cave Paintings[34], Vitamin, Reutlingen
- 2016: Aus alter Wurzel neue Kraft[35], Meliksetian | Briggs, Los Angeles
- 2016: Hui Buh BBQ, Burg Frankenberg, Aachen
- 2015: Tim Berresheim. 2003–2015[36], Ludwig Forum, Aachen
- 2014: Auge und Welt[37], Kunstverein für die Rheinlande und Westfalen, Düsseldorf
- 2012: Traces[38], Kunstsäle, Berlin
- 2011: Pondering W.T.F. (No methodology)[39], Kunstverein Leverkusen im Schloss Morsbroich, Leverkusen
- 2011: Die Dämmerung[40] (mit Hartmut Neumann), Kunstmuseum Celle mit Sammlung Robert Simon, Celle
- 2010: Radieschen und Erdnuss[41] (mit Markus Oehlen), Kunsthalle Gießen, Gießen
- 2009: Bobby und Snake (Wonderful Life)[42], Jagla Ausstellungsraum, Köln
- 2008: Scheuche (Mild)[43], Marc Jancou Contemporary, New York
- 2007: Violett (Haar),[44] Patrick Painter, Inc., Los Angeles

### Gruppenausstellungen (Auswahl)
- 2023: Surreal Futures, Max-Ernst-Museum, Brühl[45]
- 2023: Expect the Unexpected. Aktuelle Konzepte für Fotografie,[46] Kunstmuseum Bonn, Bonn
- 2022: Broken Music Vol. 2 – 70 Jahre Schallplatten und Soundarbeiten von Künstler[47], Hamburger Bahnhof – Nationalgalerie der Gegenwart, Berlin
- 2022: The collection: dialogues. Volume 1: The History between persistence and criticism[48], Collegium – Space for creation, research and exhibition of contemporary art, Arévalo
- 2022: MUSTERUNG. Pop und Politik in der zeitgenössischen Textilkunst[49], Kunstmuseum Ravensburg, Ravensburg
- 2022: Futur 21[50], Mehrere Industriemuseen des LWL und LVR in Nordrhein-Westfalen
- 2021: Jetzt oder nie – 50 Jahre Sammlung LBBW[51] , Kunstmuseum Stuttgart, Stuttgart
- 2021: AR Biennale[52], NRW Forum, Düsseldorf
- 2020: MUSTERUNG. Pop und Politik in der zeitgenössischen Textilkunst[53], Kunstsammlungen am Theaterplatz, Chemnitz
- 2019: 14. Triennale Kleinplastik Fellbach[54], Alte Kelter, Fellbach
- 2019: Lust der Täuschung. Von antiker Kunst bis zur Virtual Reality[55], Ludwig Forum, Aachen
- 2019: Black & White & In Between: Contemporary Art from the Frederick R. Weisman Art Foundation[56], Frederick R. Weisman Museum of Art, Pepperdine University, Malibu
- 2019: Die Macht der Vervielfältigung – Von prä- zu postdigitaler reproduktiver Kunst, oder von Radierung über Xerox zu Augmented Reality in Südamerika und Deutschland[57], Leipziger Baumwollspinnerei, Leipzig
- 2019: Geheimnis der Dinge. Malstücke[58], Kunsthalle Recklinghausen, Recklinghausen
- 2018: Brisante Träume. Die Kunst der Weltausstellung[59], Marta Herford und Kunstmuseum Ahlen
- 2018: O Poder da Multiplicação - Arte reprodutível na América do Sul e na Alemanha: do pré-digital ao pós-digital ou da gravura, passando pelo xerox, até o 3D[60], Museu de Arte do Rio Grand do Sul, Porto Alegre
- 2018: Mixed Realities. Virtuelle und reale Welten in der Kunst[61], Kunstmuseum Stuttgart, Stuttgart
- 2018: Black & White & IN BETWEEN. Contemporary Art from the Frederick R.Weisman Art Foundation[62], Carnegie Art Museum, Oxnard
- 2018: Becoming Animal, Den Frie Udstillingsbygning, Copenhagen und Museet for Religiøs Kunst, Lemvig
- 2018: Lightbox – 18 aktuelle Positionen[63]. Kunstmuseum Celle mit Sammlung Robert Simon, Celle
- 2016: Möglichkeit Mensch Körper | Sphären | Apparaturen[64], Zeppelin Museum, Friedrichshafen
- 2015: The Digital Museum of Digital Art[65], Transfer, New York und Satellite Projects, Miami
- 2015: Better than de Kooning[66], Villa Merkel, Galerien der Stadt Esslingen
- 2015: A Man Walks Into A Bar...[67], me Collectors Room, Berlin
- 2014: The New Romantics[68], Eyebeam, New York
- 2014: In der Wohnung[69], Alte Fabrik – Gebert Stiftung für Kultur, Rapperswil
- 2013: Kunst und neue Arbeitswelt[70], Städtische Galerie Waldkraiburg, Waldkraiburg
- 2012: Alternative Entrance[71], kunstbunker – forum für zeitgenössische kunst, Nürnberg
- 2011: Tim Berresheim & Matthias Schaufler[72], Corbett vs. Dempsey, Chicago
- 2010: ZU GAST (1). Sammlung Majerus in den Kunstsaelen Berlin[73], Kunstsaele, Berlin
- 2008: Vertrautes Terrain. Aktuelle Kunst in und über Deutschland[74], ZKM | Museum für Neue Kunst, Karlsruhe
- 2008: MY GENERATION, Spichernhöfe, Köln
- 2007: LEG SHOW[75], Patrick Painter, Inc., Los Angeles
- 2006: Psycho. Zeitgenössische Positionen zwischen Seelenheil und Apokalypse[76], MMIII Kunstverein Mönchengladbach, Mönchengladbach
- 2006: Räume für Kunst, Sammlung Grässlin, St. Georgen
- 2002: Offene Haare, offene Pferde. Amerikanische Kunst 1933–45, Kölnischer Kunstverein, Köln
- 2001: Viva November[77], Städtische Galerie Wolfsburg, Wolfsburg

## Kunst im öffentlichen Raum
Skulptur im chinesischen Hangzhou
In der chinesischen Hangzhou Bay New Zone steht seit 2021 Berresheims Skulptur „The door of the future“ im Skulpturenpark die im Rahmen seiner Einladung zur Gruppenausstellung „Dreams Unlimited: The Third International Public Art Invitational Exhibition of Hangzhou Bay New Zone“ entstanden, die ein fester Skulpturenpark wurde.
Tim Berresheims Bilderreise
„Tim Berresheims Bilderreise – Die Augmented-Reality-Radroute durch das Heinsberger Land“ entstand im Jahr 2021 mit 17 Ausstellungsorten und Augmented-Reality-Erlebnissen verteilt über 90 Kilometer im Heinsberger Land, inkl. dem Kreis Heinsberg.

## Kooperationen und Projekte
Kooperationen und Projekte führen Tim Berresheim immer wieder zurück zu den Stationen seines Lebens. Im wahrsten Sinne des Wortes, wenn er zum Beispiel seine Augmented Reality Rad-Route durchs Heinsberger Land konzipiert. Aber auch, indem er sich in seine eigene Kindheit und Jugend zurückversetzt und Schüler an seinen Werken partizipieren lässt. Wie bei seiner „Himmelszeichnerei“, einem Kunstprojekt in Kooperation mit der Grundschule am Römerhof, Aachen, der FH Aachen und dem Flugplatz Merzbrück, Würselen, dem Region Aachen Zweckverband und weiteren Partnern. Er arbeitet auch mit der RWTH Aachen genau wie mit dem JuLab - Schülerlabor des Forschungszentrums Jülich.
RWTH Aachen
2015 AixCave (Visualisierung eines 3D-Kunstwerks in der Cave)
2018 ClAix (Gestaltung des Hochleistungsrechners der RWTH)
JuLab
2022 Tag der Neugier
Region Aachen Zweckverband
2022 Tim Berresheims Flugzeichnerei – Mit Rauch und dem Flieger in den Himmel gemalt

## Privates
Berresheim ist verheiratet und hat zwei Söhne.

## Bibliografie

### Ausstellungskataloge Einzel- und Doppelausstellungen und Monografien
- Ausst.Kat. Tim Berresheim und Markus Oehlen. Radieschen & Erdnuss (Eine gemeinsame Erklärung), hg. von Ute Riese, Gießen, Kunsthalle, 2010
- Ausst.Kat. Tim Berresheim & Hartmut Neumann. Die Dämmerung, hg. von Robert Simon und Susanne McDowell, Celle, Kunstmuseum Celle mit Sammlung Robert Simon, 2011
- Ausst.Kat. Tim Berresheim. Auge und Welt, hg. von Hans-Jürgen Hafner für den Kunstverein der Rheinlande und Westfalen, Düsseldorf und Studios New Amerika, Düsseldorf, Kunstverein der Rheinlande und Westfalen, 2014
- Ausst.Kat. Tim Berresheim. Throwing Signs 3-D, hg. von Esther Boehle und Studios New Amerika, erschienen anlässlich der Ausstellung „Tim Berresheim. 2003–2015“, Aachen, Ludwig Forum für Internationale Kunst, 2015
- Ausst.Kat. Tim Berresheim. Haare, Pilze, Holz & Floozies, hg. von Studios New Amerika, erschienen anlässlich der Ausstellung „Suspension of Disbelief. Tim Berresheim und Dominik Halmer“, Aachen, Neuer Aachener Kunstverein, 2018

### Ausstellungskataloge Gruppenausstellungen und Bücher
- Ausst.Kat. Offene Haare, Offene Pferde – Amerikanische Kunst 1933–45, hg. von Kölnischer Kunstverein, Köln, Kölnischer Kunstverein, 2002
- Ausst.Kat. Psycho. Zeitgenössische Positionen zwischen Seelenheil und Apokalypse, hg. von Ulrike Jagla-Blankenburg, Mönchengladbach, MMIII Kunstverein Mönchengladbach, 2006
- Holzwarth, Hans Werner (Hg.), Art Now Vol.3, Köln, Taschen Verlag, 2008
- Ausst.Kat. High Fidelity. Künstlerschallplatten in der Sammlung Marzona, hg. von Michael Lailach, Berlin, Kunstbibliothek Staatliche Museen zu Berlin, 2008
- Ausst.Kat. Vertrautes Terrain. Aktuelle Kunst in & über Deutschland, hg. von Gregor Jansen und Thomas Thiel, Karlsruhe, ZKM | Museum für Neue Kunst, 2009
- Hafner, Hans-Jürgen und Gunter Reski (Hg.), The Happy Fainting of Painting. Ein Reader zur zeitgenössischen Malerei, Köln, Verlag der Buchhandlung Walther König, 2014
- Ausst.Kat. Better than de Kooning, hg. von Andreas Baur und Marcus Weber, Esslingen, Villa Merkel, Galerien der Stadt Esslingen, 2015
- Ausst.Kat. Brisante Träume. Die Kunst der Weltausstellung, hg. von Marta Herford, Herford, Marta Herford und Ahlen, Kunstmuseum Ahlen, 2018
- Ausst.Kat. Mixed Realities. Virtuelle und reale Welten in der Kunst, hg. von Ulrike Groos und Eva-Marina Froitzheim, Stuttgart, Kunstmuseum, 2018

### Aufsätze, Essays, Interviews und Rezensionen
- Brauneis, Wolfgang, Um die Eigenen Achsen, in: Ausst.Kat. Psycho. Zeitgenössische Positionen zwischen Seelenheil und Apokalypse, Mönchengladbach, MMIII Kunstverein Mönchengladbach, 2006, S. 44–45
- Hafner, Hans-Jürgen, Tim Berresheim, in: artist Kunstmagazin 73, 4/2007, S. 34–39
- Schad, Ed, Tim Berresheim. Patrick Painter Gallery, in: I call it ORANGES online (13. Februar 2009), www.icallitoranges.com/2009/02/tim-berresheim.html?q=berresheim
- Brauneis, Wolfgang, Sozusagen, eben. Ein Gespräch über Markus Oehlen und Tim Berresheim, in: Ausst.Kat. Tim Berresheim und Markus Oehlen. Radieschen & Erdnuss (Eine gemeinsame Erklärung), hg. von Ute Riese, Gießen, Kunsthalle, 2010, S. 10–17
- Hafner, Hans-Jürgen, Zwischenstück, in: Ausst.Kat. Tim Berresheim & Hartmut Neumann. Die Dämmerung, hg. von Robert Simon und Susanne McDowell, Celle, Kunstmuseum Celle mit Sammlung Robert Simon, 2011, S. 37–40
- Schappert, Roland, Die Dämmerung, in: Kunstforum International, Band 210, 2011, S. 337
- Müller, Sabine Elsa, Tim Berresheim, in: artist Kunstmagazin 101, 4/2014, S. 40–45
- Noys, Benjamin, Heimliche Vergnügungen, in: Ausst.Kat. Tim Berresheim. Auge und Welt, hg. von Hans-Jürgen Hafner für den Kunstverein der Rheinlande und Westfalen, Düsseldorf und Studios New Amerika, Düsseldorf, Kunstverein der Rheinlande und Westfalen, 2014, S. 30–35
- Brauneis, Wolfgang, Was willste machen?, in: Ausst.Kat. Tim Berresheim. Throwing Signs 3-D, hg. von Esther Boehle und Studios New Amerika, erschienen anlässlich der Ausstellung „Tim Berresheim. 2003–2015“, Aachen, Ludwig Forum für Internationale Kunst, 2015, S. 11–16
- Hafner, Hans-Jürgen, Die Arbeit am Anderen, in: Ausst.Kat. Tim Berresheim. Throwing Signs 3-D, hg. von Esther Boehle und Studios New Amerika, erschienen anlässlich der Ausstellung „Tim Berresheim. 2003–2015“, Aachen, Ludwig Forum für Internationale Kunst, 2015, S. 349–357
- Pick, Sebastian & Andrea Bönsch, Immersive Art oder die Kunst des Eintauchens. „Tarnen & Täuschen III“ in Virtual Reality, in: Ausst.Kat. Tim Berresheim. Throwing Signs 3-D, hg. von Esther Boehle und Studios New Amerika, erschienen anlässlich der Ausstellung „Tim Berresheim. 2003–2015“, Aachen, Ludwig Forum für Internationale Kunst, 2015, S. 365–373
- Karabasz, Ina, Spiel mit den Realitätsebenen, in: Handelsblatt, 27./28./29. April 2018, Nr. 82, April 2018, S. 70
- Mir, Emanuel, Tim Berresheim, in: Moff. Künstlerinnen und Künstler im Gespräch, Szene Rheinland #17, Ausgabe 2/2018, S. 8–17
- Pfennig, Leonie, Haare, Pilze, Holz & Floozies, in: Ausst.Kat. Tim Berresheim. Haare, Pilze, Holz & Floozies, hg. von Studios New Amerika, erschienen anlässlich der Ausstellung „Suspension of Disbelief. Tim Berresheim und Dominik Halmer“, Aachen, Neuer Aachener Kunstverein, 2018, S. 2–3
- Brauneis, Wolfgang, Multiplicacao multipla / Vielfältige Vervielfältigung, in: Ausst.Kat. O Poder da Multipliacao / Die Macht der Vervielfältigung, hg. von Goethe-Institut Porto Alegre, Porto Alegre, Museu de Arte do Rio Grande do Sul, Leipzig, Baumwollspinnerei, 2018/19, S. 201–207

### Künstlerbücher
- Tim Berresheim und Thomas Arnolds. FYW, hg. von Galerie Hammelehle und Ahrens und New Amerika, Text von Jonathan Meese, erschienen anlässlich der Ausstellung „FYW“, Düsseldorf, Uberbau, 2005
- Tim Berresheim and the Maybach M62, Maybach M57, hg. von Reiner Opoku und New Amerika, erschienen anlässlich der St. Moritz Art Masters, Art Cars for Maybach, 2009
- Leg Show. Albert Oehlen, Matthias Schaufler, Tim Berresheim, hg. von Patrick Painter Inc., erschienen anlässlich der Ausstellung „Leg Show“, Santa Monica, Patrick Painter Inc., 2009
- Tim Berresheim. Zigeuner, hg. von New Amerika, erschienen anlässlich der Ausstellung „Tim Berresheim. Future Gipsy Antifolklore (What?!)“, New York, Marc Jancou Contemporary, 2010
- Growing Colours. Wall Design by Tim Berresheim for GNT/Mierlo, hg. von Studios New Amerika, erschienen anlässlich des Kunst-am-Bau-Projektes „Growing Colors (Wall)“, Mierlo, GNT, 2017
- Tim Berresheim. Transit from Bombay Beach (August 2016 – September 2017), hg. von Studios New Amerika, Aachen, 2017
- Tim Berresheim. FFWD – From S.O.D. to Harry Rag (Oktober 2017 – November 2018), hg. von Studios New Amerika, Aachen, 2019
- Tim Berresheim. Tim Berresheims Bilderreise,  hg. vom Salon Verlag, Köln, 2021[85]
- Tim Berresheim. Aus alter Wurzel neue Kraft, erschienen anlässlich der Ausstellung "Aus alter Wurzel neue Kraft, hg. von Studios New Amerika, Aachen, 2021[86]

## Sammlungen
- Sammlung Taschen
- Kunstmuseum Stuttgart, Stuttgart[87]
- Museum Kunstpalast, Düsseldorf[88]
- Kunstraum Grässlin, St. Georgen
- Die Sammlung zeitgenössischer Kunst der Bundesrepublik Deutschland, Bonn[88]
- Staatliche Museen zu Berlin, Nationalgalerie, Berlin[88]
- MoMA Collection, New York[89]
- Frederick R. Weisman Art Foundation, Los Angeles[90]
- Adrastus Collection, Arévalo[91]
- Nationalbank AG, Essen[92]
- Landesbank Baden-Württemberg, Stuttgart[93]
- Kunstmuseum Celle mit Sammlung Robert Simon, Celle[94]
- Peter und Irene Ludwig Stiftung, Aachen[95]
- Kunsthaus Nordrhein-Westfalen Kornelimünster, Aachen[96]
- Fördersammlung des Ministeriums für Kultur und Wissenschaft, Aachen[88]